# Чёрная (река, впадает в Балтийское море)
Чёрная или Чёрная ре́чка (бывш. Ваммельйоки, фин. Vammeljoki) берёт начало из слияния двух рек — Рощинки и Гладышевки.

## История
Своё шведское название река получила от слова famn — «укрытие», «убежище».
В древние времена викинги из Балтийского моря по этой реке и другим небольшим водотокам Карельского перешейка достигали Ладожского озера. Данный участок входил в состав восточного торгового пути из Скандинавии в Византию, известного как «путь из варяг в греки».
В XIV веке река называлась «Путь Святой Бригитты». В 1343 году в Муола был основан Бригиттский монастырь.
В начале XX века на реке неподалёку от деревни Ваммелсуу была дача писателя Леонида Андреева «Белая ночь» (вилла «Аванс», построена по проекту архитектора Андрея Оля в 1907—1908 годах, в 1924 году была продана на снос). На берегу Ваммельйоки Андреев построил купальни и две пристани — писатель плавал по реке на своём катере «Савва».

## Географические сведения
Длина реки Чёрной 5 км, она впадает в Финский залив, образуя широкую мелководную бухту. Площадь водосборного бассейна — 668 км².
Встречаются окуни, плотва, лососи и форель.
На правом берегу расположен посёлок Молодёжное, на левом — Ушково и Серово.

## Данные водного реестра
Код объекта в государственном водном реестре — 01040300512102000008348.

## Достопримечательности
- Кардиологический санаторий «Чёрная речка».
- Гладышевский заказник

## Фотогалерея

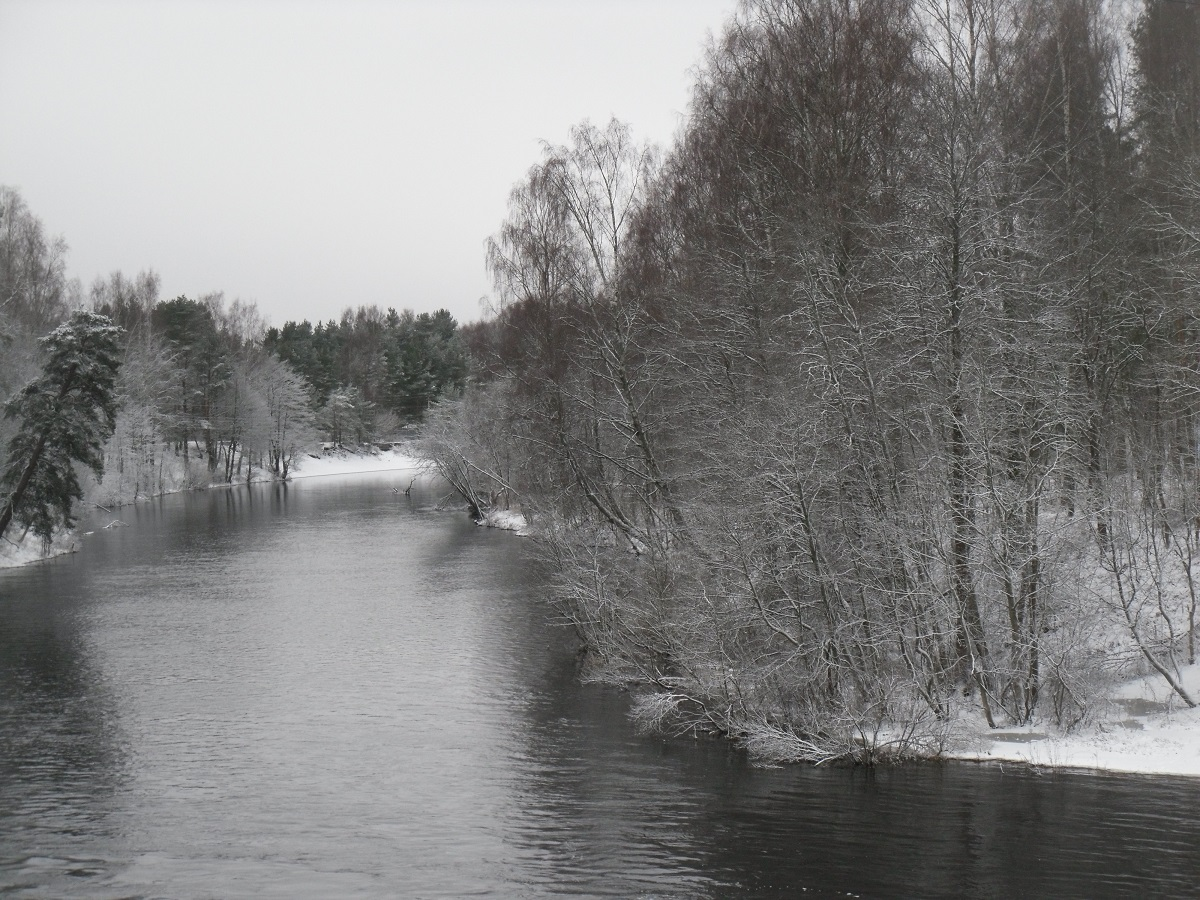

Фотографии реки Чёрной и её притоков
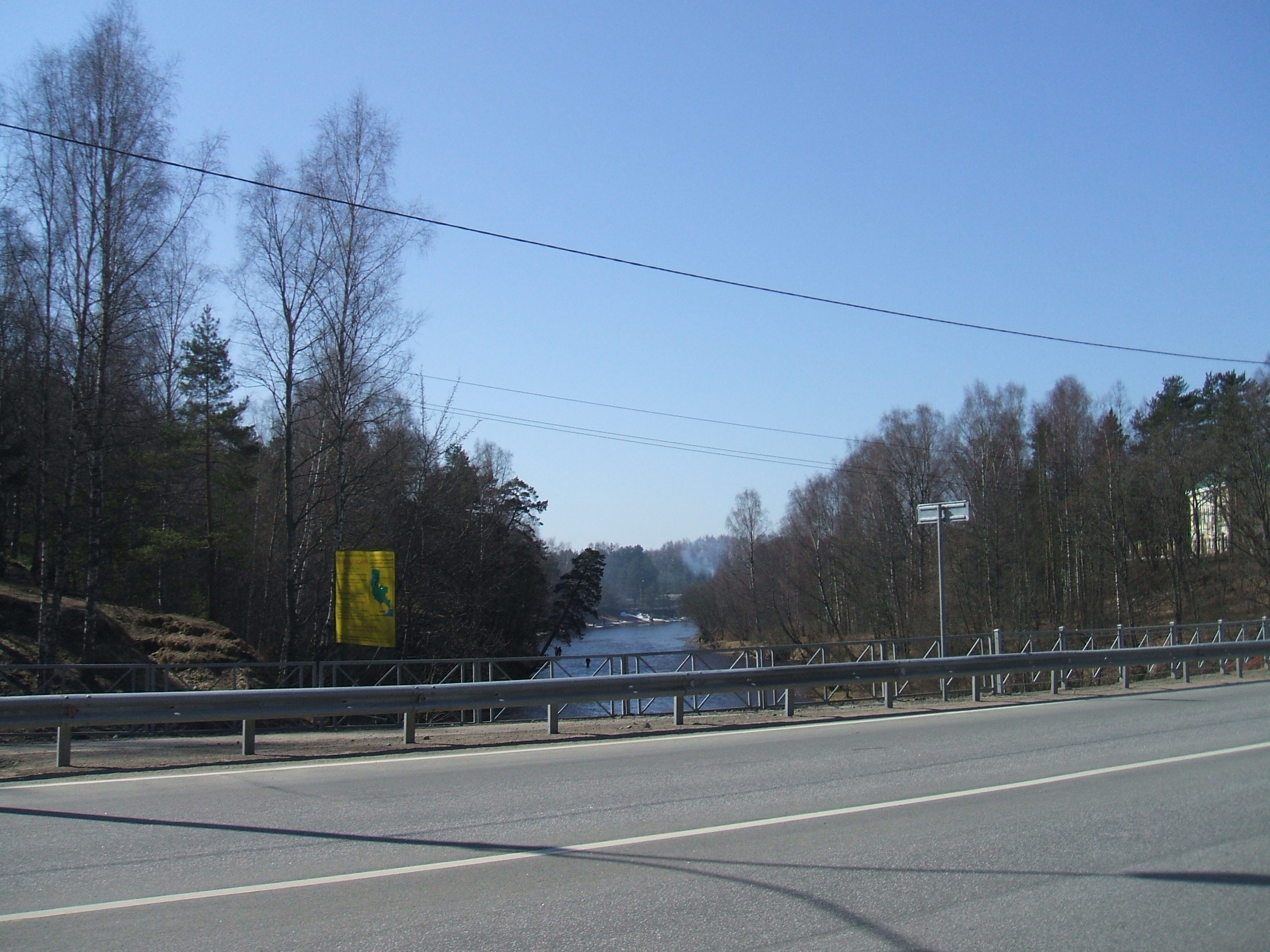
Устье реки Чёрной
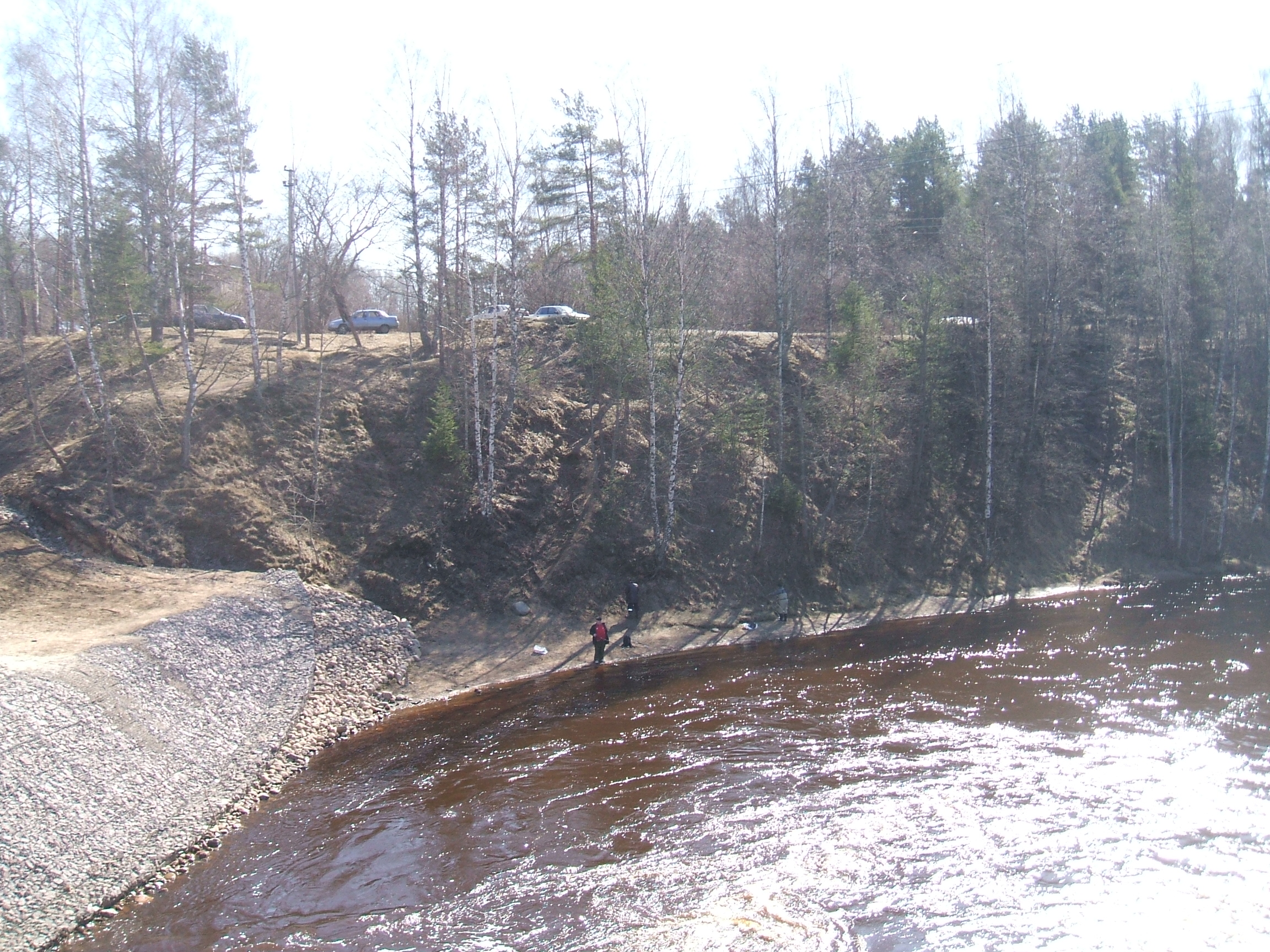
Чёрная на территории Гладышевского заказника
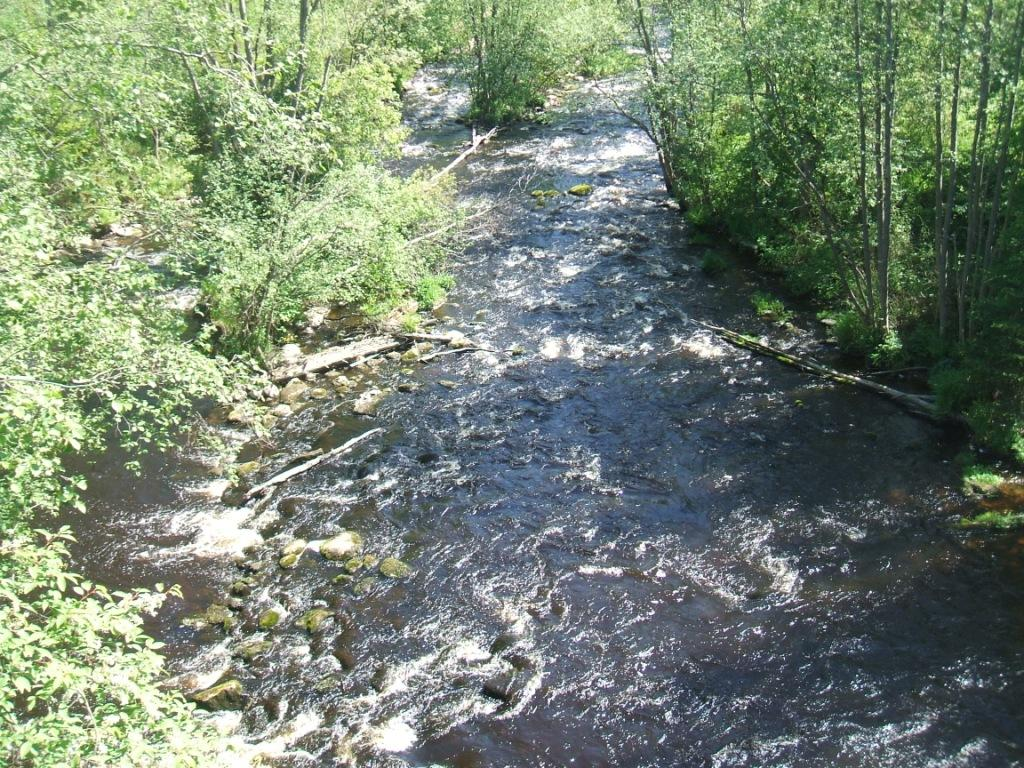
Правый приток Гладышевка
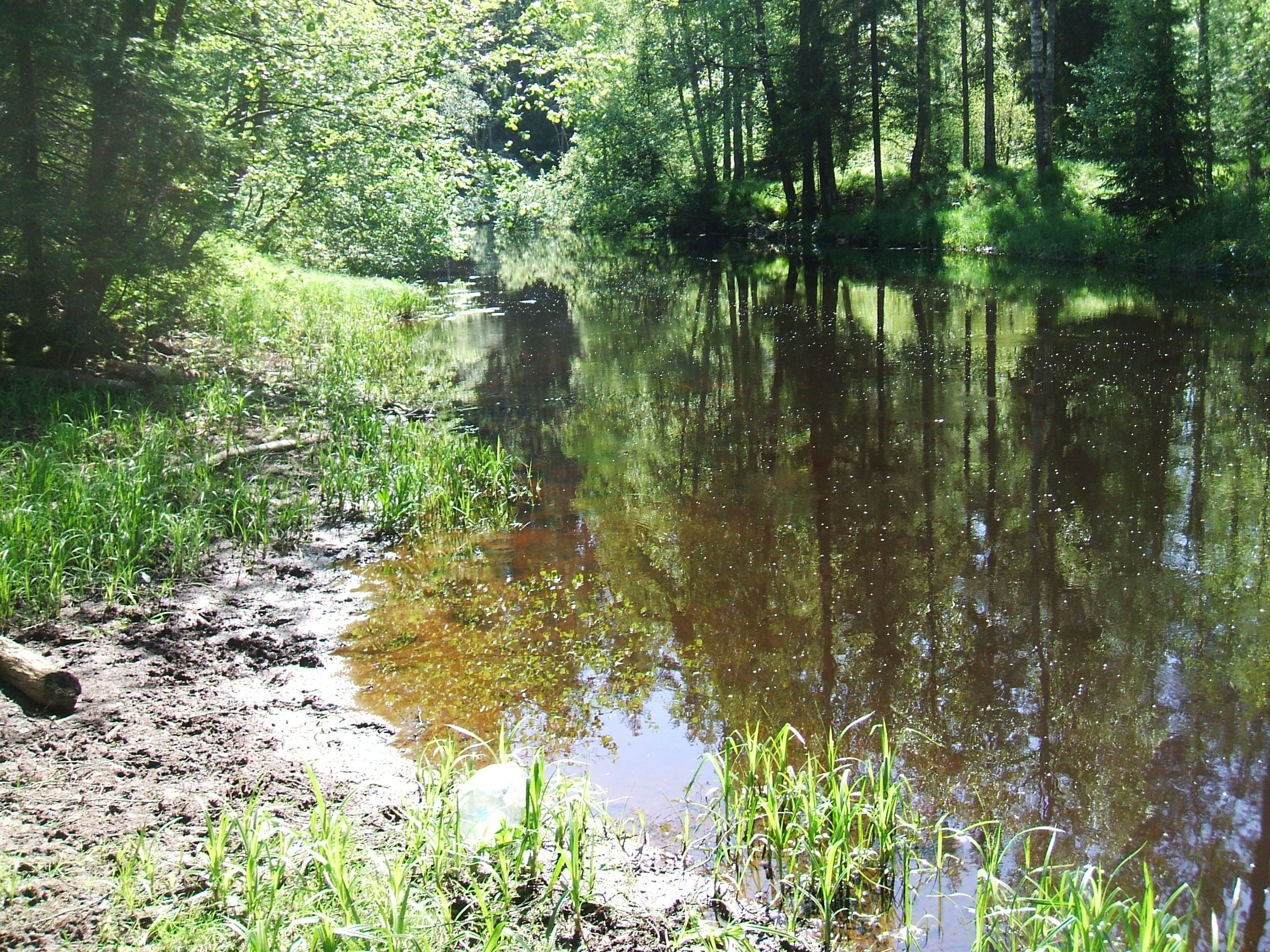
Левый приток Рощинка